# عرض كوسبي (مسلسل)
ذا كوسبي شو مسلسل تلفزيوني أمريكي، يعتمد على كوميديا الموقف من بطولة بيل كوزبي وعرض للمرة الأولى في 20 سبتمبر 1984. واستمر لثمان مواسم على هيئة الإذاعة الوطنية وانتهى في 30 أبريل 1992. تدور أحداث المسلسل حول عائلة أمريكية، ذات أصول أفريقية صاحبة الدخل المتوسط وتعيش في منطقة برونكس في مدينة نيويورك.

## الشخصيات
| الممثل(ة)          | الشخصية                     | عدد الحلقات |
| بيل كوزبي          | هيثكليف هوكستابل            | 200         |
| فيليسيا رشاد       | كلير أوليفيا هانكس هوكستابل | 195         |
| مالكولم-جمال وارنر | تيودور ألويسيوس هوكستابل    | 178         |
| كيشيا نايت بوليام  | روديث ليليان هوكستابل       | 177         |
| تيمبيست بليدسو     | فانيسا هوكستابل             | 156         |
| ليزا بونيت         | دينيس هوكستابل كيندول       | 103         |
| رايفن سيمون        | أوليفيا كيندول              | 63          |
| سابرينا لوبوف      | سوندرا هوكستابل تيبيدو      | 52          |
| جيوفري أوينز       | إلفين هوكستابل              | 44          |
| جوزيف س. فيليبس    | مارتن كيندول                | 19          |
| إريكا ألكسندر      | بام توكر                    | 19          |
| ------------------ | --------------------------- | ----------- |

## جوائز المسلسل
| السنة | المهرجان                                 | الجائزة                                          | الحاصل عليها              |
| 1987  | مهرجان أفتونبلاديت التلفزيوني السويدي    | أفضل مسلسل أجنبي                                 | المسلسل                   |
| 1986  | مهرجان أفتونبلاديت التلفزيوني السويدي    | أفضل مسلسل أجنبي                                 | المسلسل                   |
| 1988  | مهرجان ب.م.إ. لموسيقى الأفلام والتلفزيون | أفضل موسيقى مسلسل تلفزيوني                       | المسلسل                   |
| 1989  | مهرجان ب.م.إ. لموسيقى الأفلام والتلفزيون | أفضل موسيقى مسلسل تلفزيوني                       | المسلسل                   |
| 1990  | مهرجان ب.م.إ. لموسيقى الأفلام والتلفزيون | أفضل موسيقى مسلسل تلفزيوني                       | المسلسل                   |
| 1991  | مهرجان ب.م.إ. لموسيقى الأفلام والتلفزيون | أفضل موسيقى مسلسل تلفزيوني                       | المسلسل                   |
| 1992  | مهرجان ب.م.إ. لموسيقى الأفلام والتلفزيون | أفضل موسيقى مسلسل تلفزيوني                       | المسلسل                   |
| 1985  | مهرجان نقابة مخرجي أمريكا الأمريكية      | أفضل مخرج                                        | جاي ساندريتش              |
| 1985  | مهرجان إيمي                              | أفضل مسلسل كوميدي                                | المسلسل                   |
| 1985  | مهرجان إيمي                              | أفضل مخرج                                        | جاي ساندريتش              |
| 1985  | مهرجان إيمي                              | أفضل مؤلف                                        | إد وينبيرغر - مايكل ليسون |
| 1986  | مهرجان إيمي                              | أفضل مخرج لمسلسل كوميدي                          | جاي ساندريتش              |
| 1986  | مهرجان إيمي                              | أفضل مؤلف لمسلسل من مصور من عدة كاميرات          | هينري تشان                |
| 1986  | مهرجان إيمي                              | أفضل ضيف شرف في مسلسل كوميدي                     | روسكو لي براون            |
| 1985  | مهرجان الكرة الذهبية الأمريكي            | أفضل ممثل في مسلسل كوميدي/موسيقي                 | بيل كوزبي                 |
| 1985  | مهرجان الكرة الذهبية الأمريكي            | أفضل مسلسل كوميدي/موسيقي                         | المسلسل                   |
| 1986  | مهرجان الكرة الذهبية الأمريكي            | أفضل ممثل في مسلسل كوميدي/موسيقي                 | بيل كوزبي                 |
| 1986  | مهرجان الكرة الذهبية الأمريكي            | أفضل مسلسل كوميدي/موسيقي                         | المسلسل                   |
| 1988  | مهرجان الصورة                            | أفضل مسلسل كوميدي                                | المسلسل                   |
| 1988  | مهرجان الصورة                            | أفضل ممثلة رئيسية في مسلسل كوميدي                | فيليسيا رشاد              |
| 1988  | مهرجان الصورة                            | أفضل ممثل(ة) شاب(ة)                              | كيشيا نايت بوليام         |
| 1993  | مهرجان الصورة                            | أفضل ممثل رئيسي في مسلسل كوميدي                  | بيل كوزبي                 |
| 1989  | مهرجان خيارات الأطفال الأمريكي           | أفضل مسلسل تلفزيوني                              | المسلسل                   |
| 1990  | مهرجان خيارات الأطفال الأمريكي           | أفضل مسلسل تلفزيوني                              | المسلسل                   |
| 1991  | مهرجان خيارات الأطفال الأمريكي           | أفضل ممثلة تلفزيونية                             | كيشيا نايت بوليام         |
| 1992  | مهرجان خيارات الأطفال الأمريكي           | أفضل ممثل تلفزيوني                               | بيل كوزبي                 |
| 1985  | مهرجان خيارات قراء مجلة الناس الأمريكي   | أفضل مسلسل تلفزيوني كوميدي جديد                  | المسلسل                   |
| 1986  | مهرجان خيارات قراء مجلة الناس الأمريكي   | أفضل مسلسل تلفزيوني كوميدي                       | المسلسل                   |
| 1987  | مهرجان خيارات قراء مجلة الناس الأمريكي   | أفضل مسلسل تلفزيوني كوميدي                       | المسلسل                   |
| 1988  | مهرجان خيارات قراء مجلة الناس الأمريكي   | أفضل مسلسل تلفزيوني كوميدي                       | المسلسل                   |
| 1989  | مهرجان خيارات قراء مجلة الناس الأمريكي   | أفضل مسلسل تلفزيوني كوميدي                       | المسلسل                   |
| 1989  | مهرجان خيارات قراء مجلة الناس الأمريكي   | أفضل مسلسل على مر التاريخ                        | المسلسل                   |
| 1990  | مهرجان خيارات قراء مجلة الناس الأمريكي   | أفضل مسلسل تلفزيوني كوميدي                       | المسلسل                   |
| 1992  | مهرجان خيارات قراء مجلة الناس الأمريكي   | أفضل مسلسل تلفزيوني كوميدي                       | المسلسل                   |
| 1985  | مهرجان رابطة النقاد التلفزيونيين         | أفضل مسلسل كوميدي                                | المسلسل                   |
| 1986  | مهرجان رابطة النقاد التلفزيونيين         | أفضل مسلسل كوميدي                                | المسلسل                   |
| 1985  | مهرجان مشاهدي الجودة التلفزيونية         | أفضل ممثل في مسلسل كوميدي ذو جودة عالية          | بيل كوزبي                 |
| 1985  | مهرجان مشاهدي الجودة التلفزيونية         | أفضل مسلسل كوميدي ذو جودة عالية                  | المسلسل                   |
| 1986  | مهرجان مشاهدي الجودة التلفزيونية         | أفضل ممثل في مسلسل كوميدي ذو جودة عالية          | بيل كوسبي                 |
| 1986  | مهرجان مشاهدي الجودة التلفزيونية         | أفضل مسلسل كوميدي ذو جودة عالية                  | المسلسل                   |
| 1985  | مهرجان الفنانين الأطفال                  | أفضل مسلسل تلفزيوني كوميدي/درامي جديد            | المسلسل                   |
| 1985  | مهرجان الفنانين الأطفال                  | أفضل ممثل مساند طفل في مسلسل كوميدي              | مالكولم-جمال وارنر        |
| 1989  | مهرجان الفنانين الأطفال                  | أفضل مجموعة ممثلين أطفال في مسلسل كوميدي/درامي   | المسلسل                   |
| 1990  | مهرجان الفنانين الأطفال                  | أفضل ممثل مساند طفل في مسلسل كوميدي              | مالكولم-جمال وارنر        |
| 1991  | مهرجان الفنانين الأطفال                  | أفضل أداء استثنائي من ممثلة طفلة أصغر من 9 سنوات | رايفن سيمون               |
| ----- | ---------------------------------------- | ------------------------------------------------ | ------------------------- |

## روابط خارجية
- عرض كوسبي على موقع IMDb (الإنجليزية)
- عرض كوسبي على موقع ميتاكريتيك (الإنجليزية)
- عرض كوسبي على موقع الموسوعة البريطانية (الإنجليزية)
- عرض كوسبي على موقع روتن توميتوز (الإنجليزية)
- عرض كوسبي على موقع نتفليكس (الإنجليزية)
- عرض كوسبي على موقع فيلمافينيتي (الإسبانية)
- عرض كوسبي على موقع كينوبويسك (الروسية)
- عرض كوسبي على موقع ألو سيني (الفرنسية)
- عرض كوسبي على موقع قاعدة بيانات الفيلم (الإنجليزية)